# Paramathes amphigrapha
Paramathes amphigrapha là một loài bướm đêm trong họ Noctuidae.